# Rhionaeschna intricata
Rhionaeschna intricata – gatunek ważki z rodziny żagnicowatych (Aeshnidae). Występuje na terenie Ameryki Południowej.